# 1747

سنة 1747 كانت سنة بسيطة تبدأ يوم الأحد (سوف يظهر الرابط التقويم الكامل للعام) حسب التقويم الميلادي، وسنة بسيطة تبدأ يوم الخميس حسب التقويم اليولياني.

## مواليد
- أيدا ياسوأكي
- توماس سكوت
- جون بول جونز
- دانييل شايز
- ليوبولد الثاني إمبراطور الرومانية المقدسة
- هاينريش فاجنر